# Gubernatorzy Waszyngtonu
Chronologiczne zestawienie gubernatorów terytorium i stanu Waszyngton:

## Gubernatorzy terytorialni (1853–1889)
| #  | Gubernator              | Objął urząd | Opuścił urząd | Partia       |
| -- | ----------------------- | ----------- | ------------- | ------------ |
| 1  | Isaac Ingalls Stevens   | 1853        | 1857          | demokrata    |
| 2  | Fayette McMullen        | 1857        | 1859          | demokrata    |
| 3  | Richard D. Gholson      | 1859        | 1861          | demokrata    |
| 4  | William Henson Wallace  | 1861        | 1861          | republikanin |
| 5  | William Pickering       | 1862        | 1866          | republikanin |
| 6  | George E. Cole          | 1866        | 1867          | demokrata    |
| 7  | Marshall F. Moore       | 1867        | 1869          | republikanin |
| 8  | Alvan Flanders          | 1869        | 1870          | republikanin |
| 9  | Edward Selig Salomon    | 1870        | 1872          | republikanin |
| 10 | Elisha Peyre Ferry      | 1872        | 1880          | republikanin |
| 11 | William Augustus Newell | 1880        | 1884          | republikanin |
| 12 | Watson Carvasso Squire  | 1884        | 1887          | republikanin |
| 13 | Eugene Semple           | 1887        | 1889          | demokrata    |
| 14 | Miles Conway Moore      | 1889        | 1889          | republikanin |

## Gubernatorzy stanowi
| #  | Gubernator          | Objął urząd | Opuścił urząd | Partia       |
| -- | ------------------- | ----------- | ------------- | ------------ |
| 1  | Elisha P. Ferry     | 1889        | 1893          | republikanin |
| 2  | John McGraw         | 1893        | 1897          | republikanin |
| 3  | John Rogers         | 1897        | 1901          | populista    |
| 4  | Henry McBride       | 1901        | 1905          | republikanin |
| 5  | Albert E. Mead      | 1905        | 1909          | republikanin |
| 6  | Samuel G. Cosgrove  | 1909        | 1909          | republikanin |
| 7  | Marion E. Hay       | 1909        | 1913          | republikanin |
| 8  | Ernest Lister       | 1913        | 1919          | demokrata    |
| 9  | Louis F. Hart       | 1919        | 1925          | republikanin |
| 10 | Roland H. Hartley   | 1925        | 1933          | republikanin |
| 11 | Clarence D. Martin  | 1933        | 1941          | demokrata    |
| 12 | Arthur B. Langlie   | 1941        | 1945          | republikanin |
| 13 | Monrad C. Wallgren  | 1945        | 1949          | demokrata    |
| 14 | Arthur B. Langlie   | 1949        | 1957          | republikanin |
| 15 | Albert D. Rosellini | 1957        | 1965          | demokrata    |
| 16 | Daniel J. Evans     | 1965        | 1977          | republikanin |
| 17 | Dixie Lee Ray       | 1977        | 1981          | demokratka   |
| 18 | John D. Spellman    | 1981        | 1985          | republikanin |
| 19 | Booth Gardner       | 1985        | 1993          | demokrata    |
| 20 | Mike Lowry          | 1993        | 1997          | demokrata    |
| 21 | Gary Locke          | 1997        | 2005          | demokrata    |
| 22 | Christine Gregoire  | 2005        | 2013          | demokratka   |
| 23 | Jay Inslee          | 2013        | nadal         | demokrata    |